# 어밀리아 디몰든버그
어밀리아 디몰든버그(Amelia Dimoldenberg, 1994년 1월 30일 ~ )는 잉글랜드의 코미디언, 사회자이다. 웹시리즈 《치킨 숍 데이트》(Chicken Shop Date)의 크리에이터 겸 진행자로서 전 세계적으로 이름을 알렸다.